# Джи Чонг-Чіон

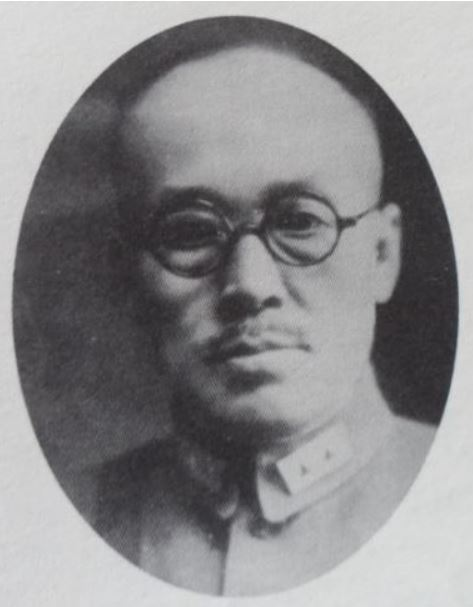
Джи Чонг-Чіон у 1940 році

Джи Чонг-Чіон (кор. 지청천; 25 січня 1888 — 15 січня 1957), також відомий як Ві Чонг Чіон, був корейським політичним активістом який виступав за відновлення незалежності Кореї під час японського правління (1910—1945) на території Корейського півострова. Пізніше він став політиком незалежної Республіки Корея. Спочатку його ім'я було «Джи Сок Гю», але він взяв свій бойовий псевдонім «Джи Чон-Чіон», що означає «Земля і блакитне небо», коли він очолював корейські партизанські сили які вели збройну боротьбу проти японських окупантів. Щоб приховати свою особу від японських сил безпеки, під час проведення військових заходів з метою відновлення незалежності Кореї, він також використовував імена «Джі Де Хьон», «Джі Су Бон» і «Джі Ул Гю». Його псевдонім був «Бексан», що означає Біла (Яскрава, Ясна, Сніжна) Гора.
У 1914 році Джи Чонг-Чіон закінчив військову академію імператорської армії Японської імперії, але це не завадило йому у 1919 році втекти з Японської імперії та приєднатися до корейських партизанських сил, принісши з собою знання про сучасну військову техніку з отриманого досвіду лейтенанта імператорської армії Японської імперії. Його навички були оцінені корейськими партизанськими силами, які призначили його суперінтендантом військової академії Синхен, де готували нових лідерів корейських повстанських сил.
У 1940 році Джи Чонг-Чіон став головнокомандувачем Корейської визвольної армії, яка ставила собі за мету відновлення державної незалежності Кореї, і яку спонсорували китайські націоналісти. Під час Другої світової війни він запропонував японському генералу Хонг Са-ік (найвищому корейському офіцеру імператорської армії Японської імперії) дезертувати та приєднатися до Корейської визвольної армії, але пропозиція була відхилена.
Після відновлення незалежності Кореї Джи Чонг-Чіон став членом «Національних зборів Республіки Корея». Він помер у 1957 році та був посмертно нагороджений урядом Республіки Корея орденом «За заслуги за незалежність для національного фонду» в 1962 році.

## Біографія

### Раннє життя

#### Народження та походження
Джи Чон-Чіон народився як молодший син свого батька Джи Чже Сона (池在善), і його матері, яка походила з клану Кьонджу Лі, в Самчхон-дон, Чонно-гу, Сеул. Його рідним містом було корейське місто Чхунджу, його в дитинстві звали Субонг, а його офіційне ім'я було Сокгю. Його батько Джи Чже Сон, є 31-м поколінням нащадком Джі Гьонга (池鏡), засновника клану Чхунджу Джі. Він є нащадком Джи Йон Гі (池湧奇), який служив ученим «чанчансонсом» у Горьо. З його сім'ї вийшли корейські військові офіцери, такі як Цзі Ге-чой (池繼催), який придушив повстання І Гваля (李适) в середині правління династії Чосон і героїчно загинув під час бою проти солдатів армії Цін під Шінг'є (新溪) під час Пьонджахорана.
Наприкінці 1880-х років коли народився Джи Чон-Чіон доля його батьківщини Кореї була дуже хиткою, вона була як свічка на вітрі, оскільки вторгнення західних держав і посилення японського імперіалізму ставали все більш кричущими. У той час як армії світових держав, включаючи Японську імперію, династію Цін, США, Британської імперії та Російської імперії, постійно посилювали свої зусилля для вторгнення в Корейську державу яка мала назву «Чосон», також британська незаконна окупація «Геомун-до» сталася в 1885 році. Всередині Кореї це також був час коли конфронтаційні відносини між фракцією «Просвітництва», яка була головною силою після «перевороту Капсіна», яка хотіла зруйнувати феодальне суспільство в Кореї та досягти просвітництва шляхом прийняття західної цивілізації, та антиіноземними та феодальними силами, які бажав абсолютно відбити вторгнення іноземних держав, набув гострого характеру. У 1882 році Хинсон Девонгун який був одним з найвпливовіших людей в Кореї та лідером руху проти іноземних сил, був викрадений солдатами Цін і ув'язнений у Баодін, яка розташована в провінції Хебей. Крім того, у соціальному плані це був час коли ослаблення національної оборони було виявлено, коли спалахнув «інцидент Імо» через корупцію в корейській армії разом із розпадом феодального суспільства в середині Кореї.

#### Дитинство
Коли Джи Чон-Чіону було 5 років, його батько помер від паралічу кишечника і його виховувала мати-одиначка. Виховуючи Джи Чон-Чіона його мати ніколи не балувала його попри те що він був її єдиним сином. Вона іноді грала роль матері й батька і навіть у важких економічних умовах коли поряд не було його батька (голови родини), вона виховувала його зі всім серцем, зосереджуючись на трьох органах: розумі, чесноті та тілі.

### Вступ до корейської військової академії
Джи Чон-Чіон закінчив Академію «Пай Чай» у 1906 році, майже в кінці правління корейської королівської династії Чосон. У 1908 році Джи Чон-Чіону вступив до «Військової академії Корейської імперії». На той час «Військова академія Корейської імперії» ледь уникла закриття через розформування військових сил Кореї влітку 1907 року і ця військова академія продовжувала існувати у скороченому вигляді. Тому вступити до цієї військової академії було дуже важко на той час і вимагало запевнення або рекомендації впливової людини. Джи Чон-Чіон ледве зміг вступити до цієї військової академії завдяки допомозі матері леді Еом через члена сім'ї. Однак у серпні 1909 року під час другого року навчання, під тиском генерал-резидента військову службу було скасовано, а разом з тим було закрито і Військову академію Корейської імперії. У цей час Японська імперія вирішила використати (показати) свою щедрість і направити близько 50 курсантів першого та другого курсу «Військової академії Корейської імперії» на навчання до Токійської центральної молодіжної школи армії в Японській імперії. Відповідно до цього Джи Чон-Чіон відправляється на навчання за кордон до Японської імперії зі своїми однокласниками та молодшими за нього побратимами. До цього часу Джи Чон-Чіон використовував своє справжнє ім'я (Джі Де Хеонг). Коли Корейська імперія була анексована Японською імперією, це відбулось під час навчання Джи Чон-Чіон в Японській імперії, після цього він був переведений на піхотний факультет військової академії імператорської армійської Японської імперії, яку він закінчив у 26 класі в 1914 році. Після підвищення у військовому званні до лейтенанта він відправився в еміграцію до Маньчжурії в 1919 році, і там став начальником «військової академії Шінхен» і присвятив себе підготовці керівних кадрів для корейської армії незалежності. Кажуть що під час свого заслання в цей час, Джи Чон-Чіон взяв із собою військовий посібник японської армії (різновид тактичного посібника) і військові карти. Джи Чон-Чіон був єдиною людиною в корейській армії незалежності, яка закінчила звичайну військову академію і можливо саме цей фактор сприяв, тому що цінність Джи Чон-Чіона, була дуже важливою для корейської армії незалежності.

### Весільний анекдот
Згодом Джи Чон-Чіон одружився з Юнь Йон-джа (尹容慈) жінкою з родини Папьон Юнь,  він одружився відповідно до наказу своєї матері. Джи Чон-Чіон, випивши «Хафванджу» зі своєю новою дружиною, сказав їй тієї ночі наступні слова: 
Я взяв тебе за дружину згідно з наказом моєї матері, але я вже вирішив і не можу насолоджуватися комфортним життям зі своєю дружиною. Я вже вирішив стати на шлях солдата і міцно захищати свою країну і народ від небезпеки, тому не знаю, коли помру. Отже, я хочу від вас, щоб, якщо ви погодитеся зі мною, ви без вагань пройшли через труднощі, щоб замість мене піклуватися про мою стару матір, а якщо народите потомство, то добре їх виховаєте. Якщо ти вважаєш, що це нерозумне моє прохання, тобі не потрібно виходити за мене заміж. Як ти думаєш, Будь ласка, поясніть мені, що ви думаєте.
Попри те, що це був старомодний шлюб за домовленістю, мрійливій, красивій 18-річній нареченій важко було чути від свого чоловіка це зауваження в перший же день свого весілля. Однак пані Йонджа Юн не мала іншого вибору, як тихо кивнути, не усвідомлюючи цього.

### Анекдот про зміну імені
Джи Чон-Чіон не боявся смерті, але вважав, що просто померти, не досягнувши бажаної мети, було б так марно, тому він змінив своє ім'я, щоб не бути так легко спійманим.
Тому замість чинного (власного) імені «Сок-гю» Джи Чон-Чіон взяв нове ім'я «Чонг-Чіон», а його прізвище Джи було незвичайним і легко на слуху, тому він взяв прізвище матері (Лі). З цього часу «Кім Гван Со» (金光瑞) також змінив своє ім'я на «Юнчхон» (應天). Також кажуть, що коли він був спійманий поліцією японського окупаційного уряду Кореї під час перетину Маньчжурії поїздом, ім'я, яке він випалив, було «Лі Чон Чон».
Пізніше донька Джи Чонг-Чіон та борець за незалежність Джи Бок Йон (池復榮) згадувала:
Це сталося коли генерал був інструктором у військовій академії Шінхен у 1919 році. Оглядаючи студентів, вишикуваних одного за одним, генерал виявив, що один студент не застібнув форму. Генерал одразу запитав причину. Збентежений студент відповів: «Я забув кнопку». Оглянувши мундир, генерал помітив відсутність ґудзиків. Генерал різко дорікнув студенту, сказавши: «Ти не забув, ти загубив».

«Ви навіть не можете відрізнити забуте від втраченого? Солдати, які борються за незалежність своєї країни, повинні мати правильні думки, а правильні думки виходять з правильної мови. Як солдат, який навіть не знає мови своєї країни, може знайти свою країну?»

На очах у генерала, який наказав йому негайно кинути школу, студент зміг уникнути кризи після того, як неодноразово благав про можливість присвятити себе незалежності своєї країни.

### Активіст руху незалежності Кореї

#### Армія незалежності Кореї
У 1920 році Джи Чонг-Чіон був членом Тимчасового уряду Республіки Корея в Шанхаї та перейшов до Маньчжурського військового уряду (дочірньої організації Тимчасового уряду Республіки Корея). Отримавши запрошення Джи Чонг-Чіо перейшов до «Західного військового уряду» та обійняв там посаду виконавчої влади в «Західному військовому уряді». Однак після «битви при Чонсанрі», щоб уникнути широкомасштабної помсти корейцям з боку імператорської армії Японської імперії, Джи Чонг-Чіон закрив військову академію Шінхен і повів свої війська до Гандо, де організував «Корпус незалежності Кореї» разом із Сео Ілом, Хонг Беом До, Кім Кю-сік і Кім Чва-чін. Після «інциденту у Вільному місті» в червні 1921 року Джи Чонг-Чіон переїхав до Іркутська, де сформував Революційну армію «Корьо» (серпень 1921 року) разом з О Хамуком та іншими. Це окрема організація від Революційної армії «Горьо» (травень 1923 р.), розташована в провінції Цзілінь, заснована Кім Кю Сіком і Лі Беом Соком. У жовтні того ж року Джи Чонг-Чіон обійняв посаду директора Революційної військової академії Горьо. Близько квітня 1922 року був заарештований через суперечність між освітньою політикою військової академії та розпорядженнями радянської влади, але в липні був звільнений зусиллями Тимчасового уряду Республіки Корея.
Джи Чонг-Чіон організував «Праведний уряд» разом зі своїми побратимами з Ян Гі-так, О Донг-джін, а пізніше організував нещодавно інтегровану Раду інновацій. У липні 1930 року, після вбивства Кім Чва-Чіна, Джи Чонг-Чіон брав участь у заснуванні Партії незалежності Кореї (не тієї самої партії, що партія Кім Ку), а також окремо створив Армію незалежності Кореї та обійняв там посаду головнокомандувача армії незалежності Кореї.
У Маньчжурії вони (Армії незалежності Кореї) об'єдналися з китайською Тигровою армією та провели спільні корейсько-китайські військові операції (Теджонджарьон, битва при Ссансонбо), але приблизно в травні та червні 1933 року Джи Чонг-Чіон та Лі Бом Сок на чолі близько 100 осіб перейшли на материковий Китай. Джи Чонг-Чіон приєднався до фракції Кім Ку наприкінці 1933 року, але в 1934 році Джи Чонг-Чіон залишив партію та заснував Партію незалежності Нової Кореї яка йшла окремо.
У 1935 році Джи Чонг-Чіон брав участь у Національній революційній партії створеної Кім Вон Бона та Кім Гю Сіком. Однак після конфлікту з Кім Вон Поном, Джи Чонг-Чіон повстав проти політики Кім Вон Пона щодо заспокоєння та сприяння лівим кар'єристам, тому він залишив цю партію у квітні 1937 року та заснував «Революційну партію Чосон».

#### Визвольна армія Кореї
Після початку японо-китайської війни в 1940 році він пішов за Тимчасовим урядом Республіки Корея до Чунціна, відвідав церемонію створення «Корейської визвольної армії» у вересні того ж року і Джи Чонг-Чіон був призначений головнокомандувачем цієї армії для проведення антияпонських військових дій. Після цього Джи Чонг-Чіон схвалив пропозицію відправити «Корейську визвольну армію» до Індії. У 1942 році «Чосонський добровольчий корпус» під керівництвом Кіма Вон Пона був включений до 1-ї зони Корейської Визвольної армії, і Кім Вон Пон став заступником командувача Корейської Визвольної армії та командувачем 1-ї зони, але діяв незалежно, і 1-ша, 2-га та 3-тя зони Корейської Визвольної армії також діяли незалежно, кожна розширюючи владу своєї фракції. Оскільки вони зосереджувалися лише на військових діях, Джи Чонг-Чіон був номінальним командиром, але йому було важко керувати ними.
У 1944 році після того, як Джи Чонг-Чіон отримав повідомлення від Чан Чунха, який служив у китайській армії, а потім перейшов до Корейської визвольної армії, про те, що пан Кім Вон Бон використовує хитрість, щоб викликати недовіру до Тимчасового уряду Республіки Корея та  Корейської Визвольної армії серед корейців, які служили в імператорській армії Японської імперії, Джи Чонг-Чіон особисто приїхав інспектувати Корейську Визвольну армію.
Оскільки тиранія деяких членів «Корейської Визвольної армії» тривала, пан Кім Вон Бон намагався скористатися нею. Недовіра до Тимчасового уряду Республіки Корея і «Корейської Визвольної армії» викликала частини японської армії. 7 жовтня 1945 року командир «Корейської Визвольної армії» Чунціна Лі Чон Чон прибув до Шанхаю, але японські військові частини відмовилися інспектувати командувача Лі Чон Чхона. Чан Чун-ха та інші почали обговорювати це питання, особисто відвідавши одного з них. Пізніше пан Чан Джун Ха сказав про нього: "Почалися дискусії, але насправді це була операція примирення". Пан Чан Чун Ха та інші повідомили пана Лі Чон Чхону про план Кім Вон Бона. З іншого боку, він також повідомив дезертирам з японської армії та дав їм інформацію про Хван Мо та Лі Со-міня, відповідальних осіб, які діяли як їхні агенти, щоб дискредитувати їх. Переконання виявилося ефективним, і Лі Чон Чхона перевірили особисто.
У квітні 1946 року (наступного року після свого звільнення в 1945 році) Джи Чонг-Чіон повернувся до Кореї як приватна особа і сподівався відновити «Корейську Визвольну армію», але не зміг цього зробити через опозицію з боку військового уряду США і тому він заснував «Молодіжний корпус Дедонг».

### Повернення на батьківщину після звільнення Кореї

#### Після визволення Кореї
Джи Чонг-Чіон повернувся до Кореї через аеропорт Гімпхо 22 квітня 1946 року. Повернувшись до Кореї, Лі Синман, Кім Гу, Кім Гю Сік, Франциска Доннер і Лі Пом Сок особисто прийшли зустріти його.
Коли Джи Чонг-Чіон повернувся до Кореї, Лі Синман порекомендував йому створити молодіжну групу. У вересні 1946 року Джи Чонг-Чіон об'єднав 26 молодіжних організацій у молодіжну групу «Дедонг». Після цього Джи Чонг-Чіон розширив і реорганізував Молодіжну групу «Дедонг», праву молодіжну групу, і обійняв посаду їх лідера. Коли Джи Чонг-Чіон повернувся до Кореї, Лі Синман поглинув «Джокчхона» в молодіжну групу «Дедонг», зосереджену навколо нього. Після цього Цзі був головним членом Національної асоціації сприяння незалежності та президентом Корейсько-китайської асоціації.
З січня 1948 року коли «теорія встановлення уряду» розділилася між «теорією міжкорейських переговорів» і теорією «створенням незалежного уряду», він підтримав теорію «створення незалежного уряду», пішов у відставку з Тимчасового уряду Республіки Корея та приєднався до Національної асоціації за Просування незалежності.
У березні 1948 року під час конфлікту між лівими та правими, пан Кім Ду Хан якого військовий уряд США засудив до смертної кари за порушення прокламації, Джи Чонг-Чіон разом з Лі Пом Сок звернулися до пана Джона Ходжа з проханням пом'якшити вирок, і розпочав рух за порятунок життя Кім. У квітні 1948 року він не брав участі в міжкорейських переговорах між Кім Гу і Кім Гю Сік і вийшов із «Партії незалежності Кореї» разом із Сін Ік Хуі та іншими.
У травні Джи Чонг-Чіон балотувався на виборах до Конституційної асамблеї Сеула 10 травня і до якої він був обраний, а 1 червня Джи Чонг-Чіон було призначено членом Основного конституційного комітету. З 17 червня Джи Чонг-Чіон також був обраний членом підкомітету закордонних справ і оборони Установчих національних зборів.

#### Після встановлення корейської влади
Після створення уряду 15 серпня Джи Чонг-Чіон був призначений першим членом Державної ради й непризначеним міністром. Згодом, у 1949 році, Джи Чонг-Чіон разом із панами Сін Ік Хуей, Луїзою Їм і Юн Чі Ён заснував Корейську націоналістичну партію, ця політична партія підтримувала Лі, і була членом Вищої ради Корейської національної партії. Потім Джи Чонг-Чіон залишив цю партію та перейшов до Демократичної національної партії, де обіймав посаду члена «Вищої Ради» від Демократичної націоналістичної партії. 19 грудня 1949 року, коли було сформовано «Корейську молодіжну лігу», Джи Чонг-Чіон був призначений найвищим членом «Корейської молодіжної ліги». Він балотувався на друге місце в Національній асамблеї в 1950 році та був обраний до неї. Він втік із Сеула під час Корейської війни, але повернувся до Сеула після оголошення перемир'я.
Джи Чонг-Чіон балотувався як кандидат у віцепрезиденти на других віцепрезидентських виборах 16 травня 1951, але зазнав поразки. У першій номінації він отримав 2 голоси, у другій також — 2 голоси.
Після цього Джи Чонг-Чіон обіймав посади голови Комітету Національної асамблеї на пленарних засіданнях, голови Комітету Національної асамблеї у закордонних справах і голови Комітету Національної асамблеї з питань оборони. Джи Чонг-Чіон приєднався до «Ліберальної партії» та був головним лідером «Ліберальної партії» та членом Центрального комітету «Центральної партії» та «Ліберальної партії». Інша громадська діяльність включала служіння в статусі члена «Центрального виконавчого комітету Корейського Червоного Хреста», президента «Асоціації сімей загиблих корейських солдатів» і верховного члена «Корейської антикомуністичної ліги об'єднання».

### Смерть й нагорода
Джи Чонг-Чіон раптово помер о 6:30 вечора 15 січня 1957 року у своєму будинку в Сінданг-донг, Сондон-гу, місто Сеул. Похорони відбулися 21 січня о 10 ранку в концертній залі «ЦО», а поховали його на Національному кладовищі. У 1962 році він був посмертно нагороджений орденом «За заслуги перед національними фондами».
У 1995 році на місці будинку в Самчхондоні було встановлено маркер для місця, де стояв будинок генерала Джи Чонг-Чіон.
10 грудня 2018 року щоденник Джи Чонг-Чіон було внесено до Національної зареєстрованої культурної спадщини Кореї № 737.

## Освіта
- Закінчив Hansung (Сеул) Pai Chai Academy
- Закінчив Військову академію Корейської імперії
- Закінчив Армійську центральну молодіжну школу в Токіо, Японія
- Закінчив військову академію імператорської армії Японської імперії
- Закінчив японську піхотну школу
- Бакалавр державного управління, Національний університет оборони, Республіка Китай

## Історія виборів
1948 р. Вибори до установчих зборів Південної Кореї— Сондон
Вибори до законодавчих органів Південної Кореї 1950 року— Сондон А